# Dieverderdingspel

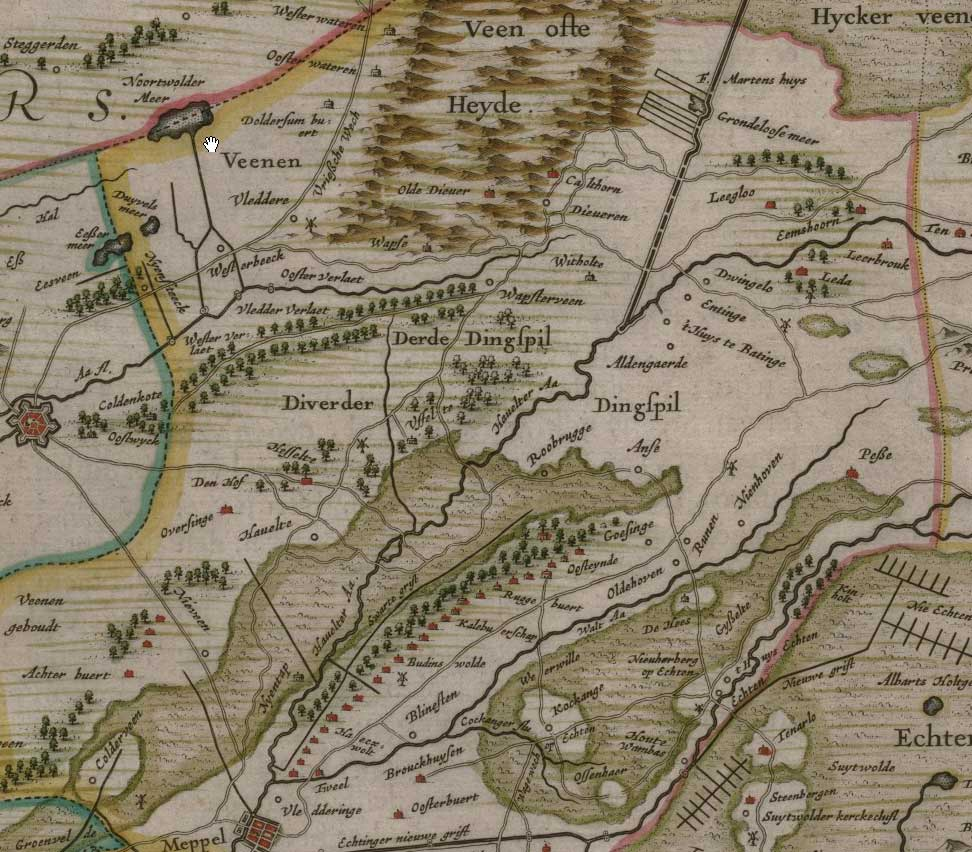
Het Derde dingspel of Dieverderdingspell op de kaart van Drenthe door Cornelis Pijnacker (1634)

Het Dieverderdingspel was het derde van de zes dingspelen van de Landschap Drenthe. 
De belangrijkste plaatsen van het dingspel waren de kerspelen Diever (hoofdplaats), Dwingeloo, Havelte, Kolderveen, Meppel, Nijeveen en Vledder. In dit dingspel werden andere maten gebruikt dan in de rest van Drenthe.
Na de restauratie van de Jacobuskerk van Rolde ontwierp de Limburgse glazenier Joep Nicolas nieuwe gebrandschilderde ramen voor deze kerk. Zes van deze glazen geven de Drentse dingspelen weer, waaronder het Dieverderdingspel.